# Paradoxa de la informació

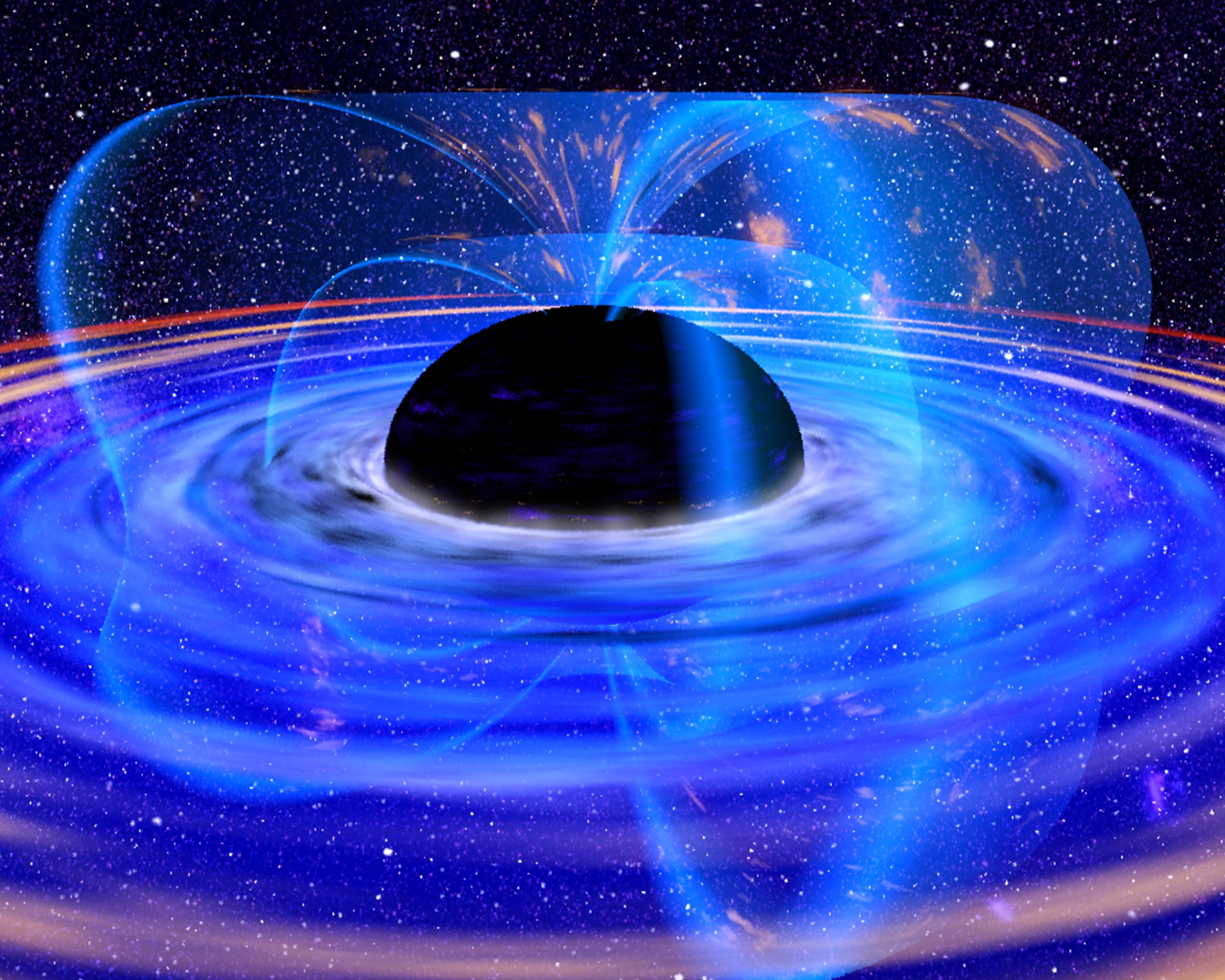
Representació artística d'un forat negre

La paradoxa de la informació (o paradoxa de la informació de Hawking) fou una hipòtesi formulada pel físic britànic Stephen Hawking cap als anys 70.
Va ser desenvolupada per respondre a una misteriosa qüestió relacionada amb els forats negres; què succeeix amb la informació de la matèria absorbida d'un forat negre després que aquest desapareix? Hawking argumentà que la informació acabava perdent-se, vulnerant d'aquesta manera un dels majors principis de la física, el de la informació, que estableix que aquesta mai desapareix.

## Polèmica
Aquesta idea va provocar tot un conflicte intel·lectual entre Hawking i tots els científics que intentaren fer veure al físic britànic que s'equivocava. El fet de posar en qüestió un principi físic considerat invulnerable va promoure mala fama per a Hawking, que va mantenir fermament la idea corresponent al fet que la informació desapareix en un forat negre durant uns 30 anys. Això no obstant, el problema més gran sorgeix en el profund significat del que Hawking creia; que la informació pot desaparèixer. Aquest fet suposava que si verdaderament la informació s'esvaís en un forat negre també ho faria en la vida quotidiana, la qual cosa comportaria que quan, per exemple, es destruís un edifici, aquest quedaria totalment esborrat per a la nostra memòria i per a l'univers, és a dir, com si no hagués existit mai abans. Els físics sempre han suposat que tan sols existeix una correspondència entre el que coneixem com a futur i passat, causa i efecte; la informació. I pel que sembla, Hawking ho contradeia.

## Resolució

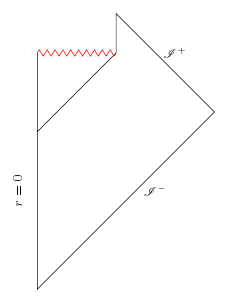
El diagrama de Penrose-Carter d'un forat negre que es forma, i després desapareix completament. La informació que hi pot caure a dintre assolirà la singularitat

Després de presentar-se diversos arguments amb suports matemàtics contra el que Hawking creia, aquest feu una exposició en què decidí resoldre la paradoxa de la informació. Per a sorpresa dels presents, Hawking enuncià que, efectivament, la informació no es perdia en evaporar-se un forat negre. No obstant això, va raonar que la informació desapareix en aquells universos en què existeix el forat negre en qüestió; en canvi, es manté i perdura en els universos on no existeix aquest forat negre, ja que tots els forats negres d'un univers són anul·lats pels universos en què no hi són. Aquesta afirmació implica l'aplicació de la teoria dels multiversos, on el nostre univers tan sols és un d'una possible infinitat.
Així que si esperem el temps suficient (fins que un forat negre del nostre univers s'esvaeixi), tan sols les històries sense forat negre cobren significat.
La resolució d'aquesta idea formulada al voltant dels anys 70 va commocionar la comunitat física, no tan sols pel fet que Stephen Hawking admetés que la informació finalment no es perdia, sinó per la manera en què el britànic suposà que no ho feia.